# Новый театр (Москва, 1932)
Новый театр — драматический театр в Москве, существовавший в 1932—1944 годы.

## История
Государственный Новый театр был организован на основе студии Малого театра, основанной Ф. Н. Кавериным в 1925 году. Театр открылся 13 ноября (или 16 ноября) 1932 г. и получил огромное (на 1300 мест) помещение Клуба им. Рыкова в 1-м Доме советов ЦИК СССР на улице Серафимовича, 2. Вскоре Новый театр лишился своего зала в Доме Правительства. Началась полоса организационных злоключений, долгих, почти по полгода, гастролей, где театр показывал свои лучшие старые спектакли: «Кинороман», «Без вины виноватые». В марте 1935 года театр перебрался в небольшое помещение бывшего клуба «Рот фронт» (Краснопролетарская, 32). Планы создания монументальных красочных полотен оказались неосуществленными. После ликвидации Общества бывших политкаторжан и ссыльнопоселенцев в сезоне 1935/1936 года давал спектакли в зале Центрального дома каторги и ссылки (улица Воровского, дом 31(в настоящее время — дом 33)), где до этого размещался Историко-революционный театр.
Осенью 1936 года Новый театр был слит с Московским Художественным рабочим театром, переименован в Московский драматический театр, известный как Московский драматический театр под руководством Ф. Н. Каверина, и переехал на Новослободскую улицу, дом 37 в клуб им. Каляева. Соединение это было механическим. Обученные в школе Малого театра, высокотехничные, сыгравшиеся актеры каверинской труппы не срабатывались с актёрами другого театрального опыта. Сформировавшись как режиссёр в студийной среде единомышленников, Каверин не обладал жесткой режиссёрской волей и умением подчинить разросшуюся труппу. Качествами «лидера», необходимыми главному режиссёру, он не обладал. Каверин был рыцарем студийного начала, но сохранять его в новых условиях становилось все труднее. В стремлении реорганизовать труппу Каверина поддерживали его актеры: Вечеслов, Цветкова, Царёва, оставаясь с ним в самые трудные времена. Но атмосфера в театре складывалась такая, что не могла не возникнуть и творческая неудовлетворенность. Ушли в более прославленные театры заслуженные артисты Н. К. Свободин и К. М. Половикова.
В 1940 году театр выступал в саду «Аквариум» по причине очередного отсутствия своей площадки, там он показал «Марию Тюдор» В. Гюго. К началу Великой Отечественной войны в репертуаре театра, единственного в Москве, была пьеса о войне — «Снега Финляндии» И. Куприянова и Д. Фибиха. Осенью 1941 года театр был эвакуирован в Борисоглебск. Здесь Каверин ставил не только концертные программы, но и классику. С тринадцати репетиций была поставлена инсценировка «Накануне» И. С. Тургенева, играли «На дне».
Зимой 1943/1944 года Ф. Н. Каверин с группой актеров выезжал в войска Карельского фронта. Были показаны осуществлённые уже под Москвой, в 1943 году, «Сыновья» К. Я. Финна и «Генерал Брусилов» И. Л. Сельвинского. 26 февраля 1944 года Московский драматический театр вернулся в Москву и открылся в помещении на Таганке «Генералом Брусиловым». К сожалению, эта принципиально важная для Каверина работа не была замечена критикой. Однако коллектива, созданного Кавериным и проработавшего под его руководством двадцать лет, к тому времени фактически не существовало. Той же весной было принято решение закрыть театр.

## Труппа

### Режиссёры
- Каверин, Фёдор Николаевич
- Вечеслов, Сергей Михайлович

### Актёры
- Смирнова, Надежда Александровна
- Вечеслов, Сергей Михайлович
- Оленин, Борис Юльевич
- Свободин, Николай Капитонович
- Селезнёв, Федор Павлович
- Половикова, Клавдия Михайловна
- Цветкова, Наталья Сергеевна (1903 - 1952)
- Шатов, Александр Павлович
- Царёва-Каверина, Вера Алексеевна

## Спектакли
- «Чемпион мира» (1933) по пьесе М. Д. Ромма (худ. Е. М. Мандельберг)
- «Конец — делу венец» (1933/34)
- «Кинороман»
- «Без вины виноватые»
- «Замоскворечье»
- «По ту сторону сердца» по роману Ю. К. Смолича (худ. А. Ф. Босулаев, композитор Ю. С. Мейтус)
- «Уриэль Акоста» (1934) по пьесе Карла Гуцкова (композитор А. А. Крейн)
- «Парижский тряпичник» (1935) по пьесе Феликса Пиа
- «Трус» по пьесе А. А. Крона (худ. Б. Р. Эрдман)

### Московский драматический театр
- «Дума о Британке» (1937) по пьесе Ю. Яновского
- «Лес шумит» (1937) по пьесе Е. Пермяка
- «Дружба» (1938) по пьесе В. Гусева
- «На дне» (1939) по пьесе М. Горького
- «Горцы» (1939) по пьесе Р. Фатуева (постановка И. М. Туманова)
- «Мария Тюдор» (1940) по пьесе В. Гюго
- «Снега Финляндии» (1941) по пьесе И. П. Куприянова и Д. В. Фибиха
- «Тот, кого искали» (1941) по пьесе А. Раскина и М. Слободского (постановка С. М. Вечеслова)
- «Сыновья» (1943) по пьесе К. Я. Финна
- «Генерал Брусилов» (1943) по пьесе И. Л. Сельвинского